# IIHF Super Cup
IIHF Super Cup var en internationell herrishockeyturnering i Europa, som spelades mellan vinnarna i de två större europeiska klubbturneringarna.
Turneringen spelades mellan slutsegraren i EHL och slutsegraren i  Europacupen 1997.  De kommande åren spelades turneringen i stället mellan slutsegraren i EHL och slutsegraren i IIHF Continental Cup.

## Mästare
| Säsong | Vinnare                | Resultat | Finalist               | Spelort                |
| ------ | ---------------------- | -------- | ---------------------- | ---------------------- |
| 1997   | TPS                    | 3–2      | Lada Togliatti         | Åbo, Finland           |
| 1998   | VEU Feldkirch          | 4–0      | HC Košice              | Feldkirch, Österrike   |
| 1999   | HC Ambrì-Piotta        | 2–0      | Metallurg Magnitogorsk | Ambrì, Schweiz         |
| 2000   | Metallurg Magnitogorsk | 3–2 (SD) | HC Ambrì-Piotta        | Magnitogorsk, Ryssland |